# Ehre sei Gott in der Höhe (Gebhardi)
Ehre sei Gott in der Höhe ist ein vierstimmiger Kanon von Ludwig Ernst Gebhardi, den er um 1830 schrieb. Der Text zitiert Lukas 2,14.

## Text
Evangelisches Gesangbuch (26)
Ehre sei Gott in der Höhe!
Friede auf Erden, auf Erden 
und den Menschen ein Wohlgefallen.
Amen, Amen.
Quelle